# Благовещенская городская община
Благове́щенская городская община (укр. Благовіщенська міська громада) — территориальная община в Голованевском районе Кировоградской области Украины.
Административный центр — город Благовещенское.
Население составляет 21920 человек. Площадь — 702,2 км².
В соответствии с распоряжением Кабинета Министров Украины от 12 июня 2020 года, в состав общины вошла территория упразднённого Благовещенского района

## Населённые пункты
В состав общины входит 1 город и 26 сёл:
- Город Благовещенское
- Богдановский старостинский округ:
  - Богданово
  - Маньковское
  - Синицевка
- Великотрояновский старостинский округ:
  - Великие Трояны
- Грушковский старостинский округ:
  - Грушка
  - Станиславово
- Данилово-Балковский старостинский округ:
  - Данилова Балка
  - Шевченко
- Йосиповский старостинский округ:
  - Йосиповка
- Каменнобродский старостинский округ:
  - Каменный Брод
  - Петровка
  - Христофорово
- Каменнокриничанский старостинский округ:
  - Каменная Криница
  - Мечиславка
- Лозоватский старостинский округ:
  - Дельфиново
  - Змеево
  - Лозоватая
- Луполовский старостинский округ:
  - Кошаро-Александровка
  - Луполово
- Новоселицкий старостинский округ:
  - Новоселица
- Ольховский старостинский округ:
  - Ольховое
  - Сергеевка
- Разношенский старостинский округ:
  - Разношенское
- Сабатиновский старостинский округ:
  - Сабатиновка
- Синьковский старостинский округ:
  - Синьки
- Шамраевский старостинский округ:
  - Шамраево